# Auguste Chauveau
Pour les articles homonymes, voir Chauveau.
Signature
Jean-Baptiste Auguste Chauveau est un vétérinaire, médecin, physiologiste et anatomiste français, né le 21 novembre 1827 à Villeneuve-la-Guyard (Yonne) et mort le 4 janvier 1917 à Paris.
Émule de Claude Bernard à Paris, il est longtemps professeur à l'École vétérinaire de Lyon puis au Muséum national d'histoire naturelle, avant d'être nommé inspecteur général des écoles vétérinaires en 1886. Il est l'un des précurseurs dans l'étude du métabolisme des organismes vivants (alors appelé « chaleur animale ») et de la physiologie musculaire. Il publie des travaux remarqués en neurophysiologie et en microbiologie, faisant de lui l'un des précurseurs méconnus de la théorie moderne de la vaccination. Il met au point plusieurs techniques et d'ingénieux instruments permettant l'étude de la physiologie du cœur (notamment le cathétérisme cardiaque ), la circulation sanguine et la mesure de la pression artérielle. Il a été président de l'Académie des sciences de Paris et de l'Académie nationale de médecine.

## Biographie

### Formation

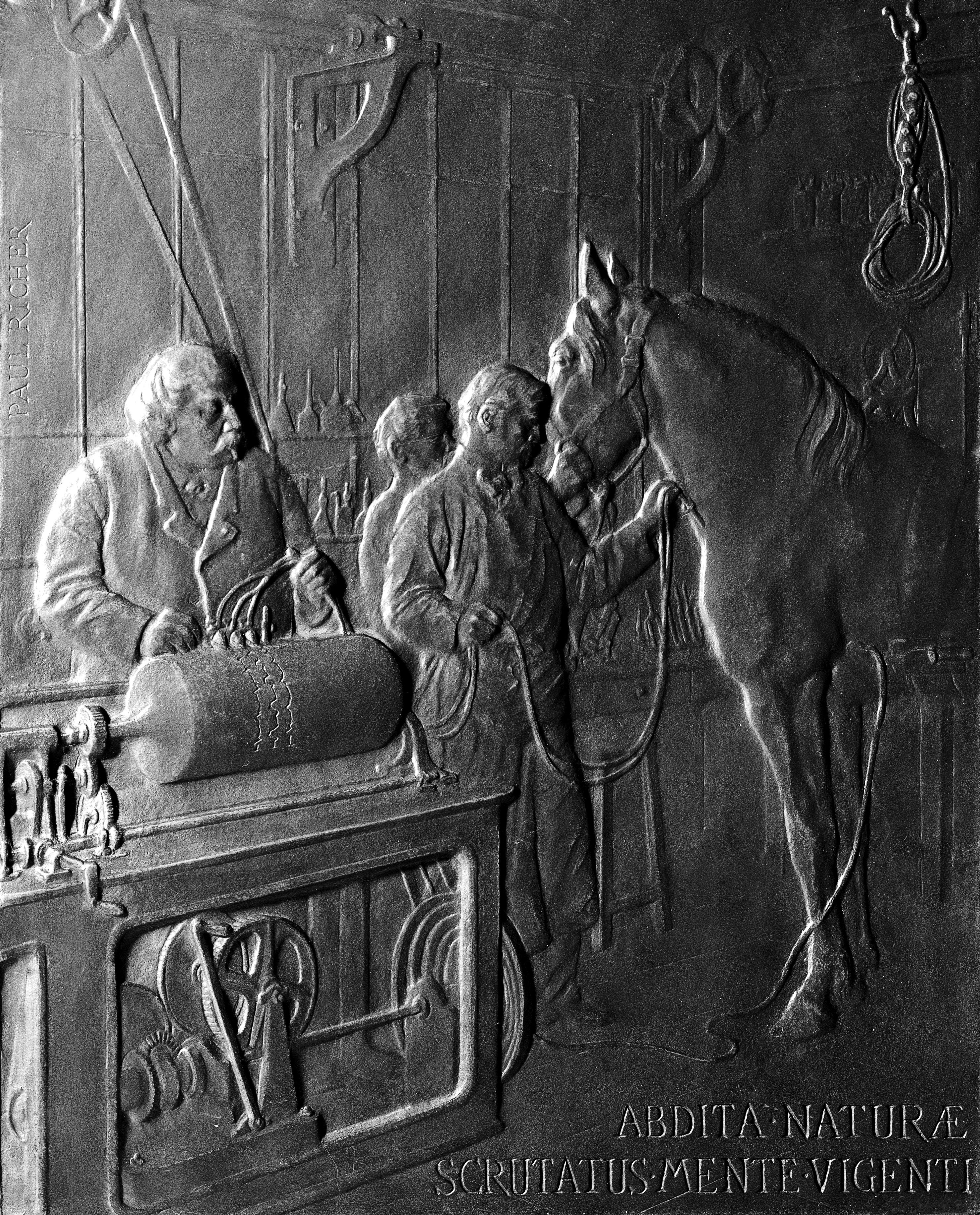
Paul Richer, J.-B. A. Chauveau (1903), plaquette en bronze, revers, Londres, Wellcome Collection,.

Jean-Baptiste Auguste Chauveau nait le 21 novembre 1827 à Villeneuve-la-Guyard, d'un père maréchal-ferrant.
Élève à l’École nationale vétérinaire d'Alfort à partir de 1844, remarqué par son habileté, il aide son professeur Henri Bouley à la rédaction d'un ouvrage sur l'anatomie du pied du cheval: Traité de l'organisation du pied du cheval, publié par Labé en 1851. Après une excellente scolarité, il termine ses études à l’École nationale vétérinaire de Lyon à l'âge de 21 ans.
Après avoir obtenu la charge de chef des travaux d’anatomie et de physiologie sur concours, il est nommé professeur à la chaire d’anatomie et de physiologie comparée de l’École vétérinaire lyonnaise en 1863, et en deviendra directeur en 1875. S'orientant vers la recherche, il ne manque pas de fréquenter les hôpitaux de Lyon (allant jusqu'à assister aux visites des patients hospitalisés), tout comme certains médecins fréquentent l'École vétérinaire.

### Académicien
En 1864, il est élu membre de l'Académie nationale de médecine. Après la création des nouvelles Facultés de médecine sous l'impulsion de Paul Bert en 1847, Chauveau est nommé à la chaire de médecine expérimentale et comparée de la Faculté de médecine de Lyon (née de l'École préparatoire de médecine et de pharmacie) en 1877, alors qu'il n'a pas suivi d'études de médecine ! C'est par décision ministérielle qu'il est dispensé de scolarité en février 1877, avant de soutenir sa thèse de médecine consacrée à la vaccine en mars de la même année. Il lui sera décerné le titre de Docteur Honoris Causa de l'École de Médecine de Lyon.
Sur le plan familial, le 6 août 1867 à Lyon, il épouse Sophie Clotilde Buffard. Le couple a eu quatre enfants dont Léopold (1870-1940), chirurgien et illustrateur. Alors directeur de l'École vétérinaire de Lyon, il lui sera reproché à la fois son intransigeance et son impuissance face à la révolte étudiante du mois de mars 1881 ayant nécessité l'intervention des forces de l'ordre et une enquête demandée par le Ministre de l'Agriculture et du Commerce Pierre Tirard.
D'abord élu correspondant à l’Académie des Sciences de Paris dans la section de médecine et chirurgie le 6 mai 1878, il devient membre de l'académie le 19 avril 1886 à la section d'économie rurale remplaçant le professeur Bouley à sa disparition,. Il est président de l'Association française pour l'avancement des sciences en 1881. Il est nommé Inspecteur général des Écoles vétérinaires et occupe la chaire de professeur de pathologie comparée au Muséum d'histoire naturelle où il crée un laboratoire de physiologie en 1893. À la suite du fondateur Brown-Séquard, il prend la direction avec Charles Bouchard des Archives de physiologie normale et pathologique qui deviendront Journal de physiologie et de pathologie générale en 1889. En 1906, il devient vice-président puis président en 1907 de l’Académie des Sciences de Paris, succédant ainsi à Henri Poincaré. Il dirige également la station de recherche du Parc des Princes fondée par Marey après la mort de ce dernier en 1904, et c'est sous sa direction qu'elle reçoit le nom d'Institut Marey.

### Retraite
Auguste Chauveau prend sa retraite en 1911, mais est élu président de l'Académie nationale de médecine. Il meurt le 4 janvier 1917 en son domicile, Rue du Cloître-Notre-Dame dans le 4e arrondissement de Paris.

## Distinctions
- Commandeur de l'ordre du Mérite agricole (1900)
- Grand officier de la Légion d'honneur (1907)

## Travaux

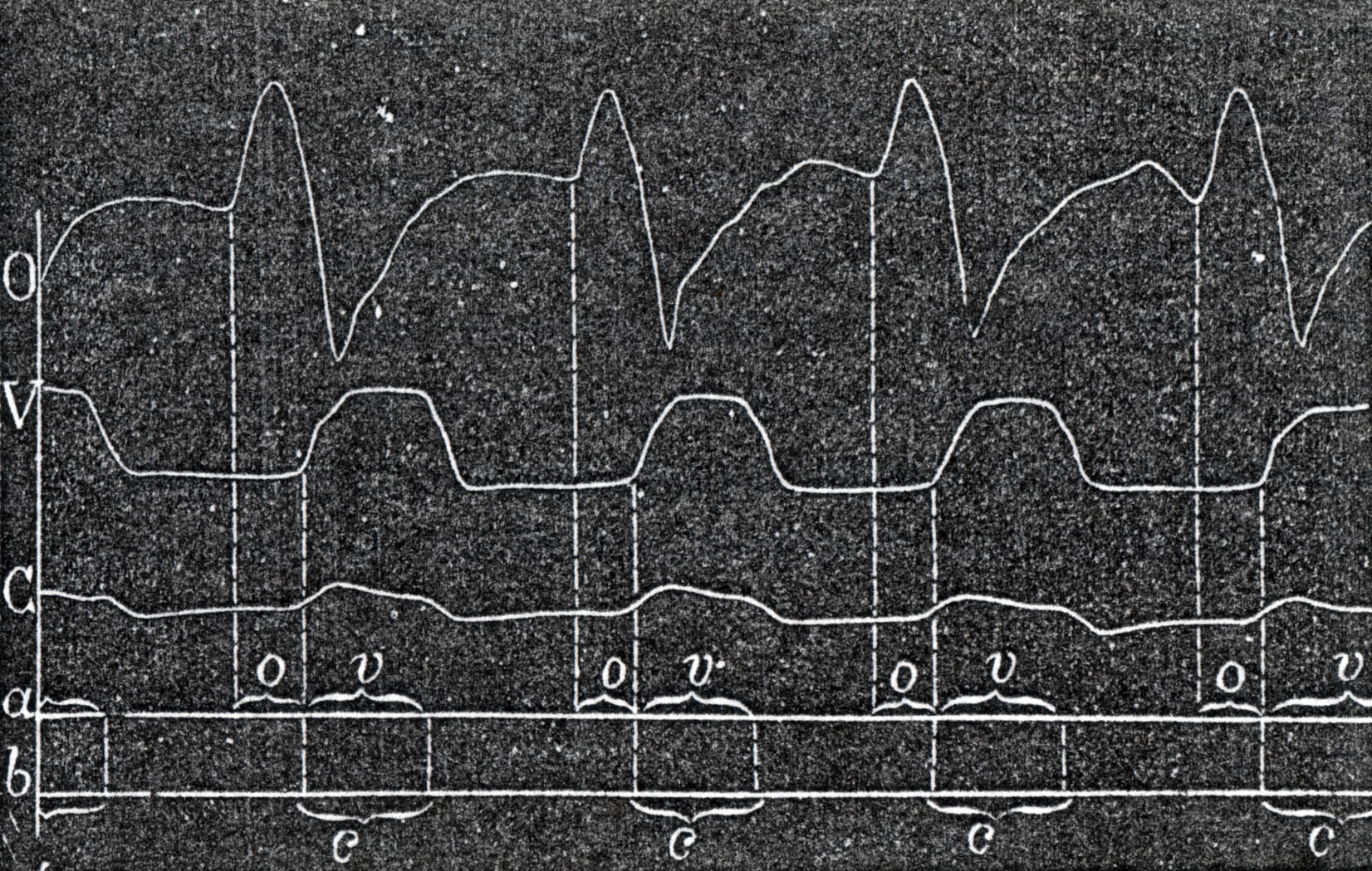
Détermination des rapports du choc du cœur avec les mouvements des oreillettes et des ventricules : expérience faite à l'aide d'un appareil enregistreur (sphygmographe) : tracé de l'oreillette O, du mouvement du ventricule V et du choc du ventricule C.

### Anatomie
Son Traité d'anatomie comparée des animaux domestiques, publié en 1857, est encore aujourd'hui considéré comme un ouvrage d'importance. Longtemps considéré comme une référence, il connait plusieurs éditions jusqu'en 1903 avec ses élèves François-Xavier Lesbre et Saturnin Arloing et sera traduit en anglais et en italien. Cet ouvrage contient de multiples gravures détaillées représentant les os et organes d'animaux et en particulier du cheval. Cette monographie a été imprimée jusqu'à 50 ans après sa première édition.

### Bioénergétique animale
Très tôt il s'intéresse à la glycogénolyse et démontre que la consommation de glucose se fait essentiellement dans le muscle et non dans les poumons comme le soutient plus tôt Claude Bernard. En 1886, il s'intéresse à l'énergétique des organismes vivants (encore nommée « chaleur animale ») à l'instar de Marcellin Berthelot et d'André Mayer : il définit les notions de « travail physiologique », distingue « travail intérieur » et « travail extérieur ».

### Physiologie cardiaque et circulation sanguine
Dès 1855, il entame une série d'expériences sur la dynamique cardiaque. Il étudie avec Etienne-Jules Marey le mécanisme de la circulation sanguine et ils développent la cardiographie intracardiaque entre 1861 et 1863. Cette étude repose sur l'introduction de sondes intracardiaques, une pour chacune des cavités gauches ou droites ; la sonde pour l'exploration du ventricule gauche s'introduit par la carotide[Lequel ?] tandis que la sonde pour l'exploration du ventricule et de l'oreillette droite s'introduit par la veine jugulaire interne. Poussé par Frans Donders, il poursuit l'étude des cycles cardiaques avec Marey, réfutant la théorie de Joseph Honoré Simon Beau (en) sur les bruits du cœur pendant la systole et la diastole. Marey et Chauveau poursuivent leur collaboration les années suivantes, publiant en 1862 et 1863 deux ouvrages sur le système cardiovasculaire, dont une monographie de 568 pages contenant 235 illustrations.

### Microbiologie
En 1865, il est envoyé en mission avec le médecin Jean-Antoine Villemin pour étudier la peste bovine sévissant en Angleterre. Il découvre alors que le système digestif humain et bovin peut être une voie de contamination infectieuse ; il remarque la possibilité du phénomène de contagion entre espèces (notamment entre l'homme et l'animal). Vers 1866, il émet l'hypothèse de l'existence de plusieurs types de virus et que le mode d'inoculation influe sur leur virulence. Il reprend les recherches effectuées par Henry Toussaint sur le bacille charbonneux et vérifie ainsi la validité du vaccin anti-charbonneux.
Lors de la découverte du vaccin anti-charbonneux en 1880, il est un féroce défenseur d'Henry Toussaint, un de ses anciens élèves, contre Louis Pasteur, soutenant que le premier a découvert la méthode de fabrication du vaccin avant le second. Il reprend les travaux de son élève et confirme en 1882 la primauté de la mise au point du vaccin à Toussaint. Cette paternité sera plus tard oubliée, à la faveur de Pasteur soutenant avec ses collaborateurs être le devancier dans la façon d'atténuer la virulence du bacille charbonneux.
Ses études sur le phénomène de contagion l'amènent à préconiser une inspection à but sanitaire des viandes dès 1872, en pleine période d'essor pour les écoles vétérinaires, ce qui permettra un grand progrès des lois de protection sanitaire des animaux et des hommes par la suite.
Il étudie d'autres maladies animales ou humaines comme la tuberculose, la clavelée, la morve, la vaccine, la variole.
« De tous les grands problèmes de la Physiologie et de la Pathologie, aucun ne lui est demeuré étranger. C'est ainsi que, dès 1863, il aborde expérimentalement la grande question de la contagion et de son corollaire, l'immunisation, puis l'étude de l'excitant par excellence, l'électricité, et enfin le fonctionnement encore si mystérieux du moteur animé. Avec son grand talent d'expérimentateur, il étudie ses besoins, les transformations d'énergie dont il est le siège, pour arriver à établir sur les bases scientifiques l'alimentation rationnelles de l'homme et des animaux. [...] Dès le début de ses recherches sur la clavelée, la variole et la vaccine, il démontre la fausseté de la croyance alors générale de la spontanéité des maladies virulentes ou infectieuses. [...] Il termine son mémoire par ces mots que je transcris littéralement : "Ces maladies n'ont pas d'autre cause que la contagion, et par celle-ci procède toujours un agent spécial, le virus, organisme ou organite, que la spontanéité vitale est impuissante à créer de toutes pièces... L'étude d'un tel agent peut être faite par des méthodes rigoureuses applicables à l'histoire naturelle des êtres vivants... Soyez sûr que la méthode expérimentale le déterminera bientôt... Ce sera le point de départ de recherches qui permettront peut-être d'opposer, à chaque virus pernicieux, un agent atténué de même famille, jouant le rôle, jusqu'à présent unique, du virus vaccinal." Ces vues prophétiques, notre immortel Pasteur en faisait bientôt des réalités et l'expliquait par la même théorie, celle du virus ferment. » R.L.

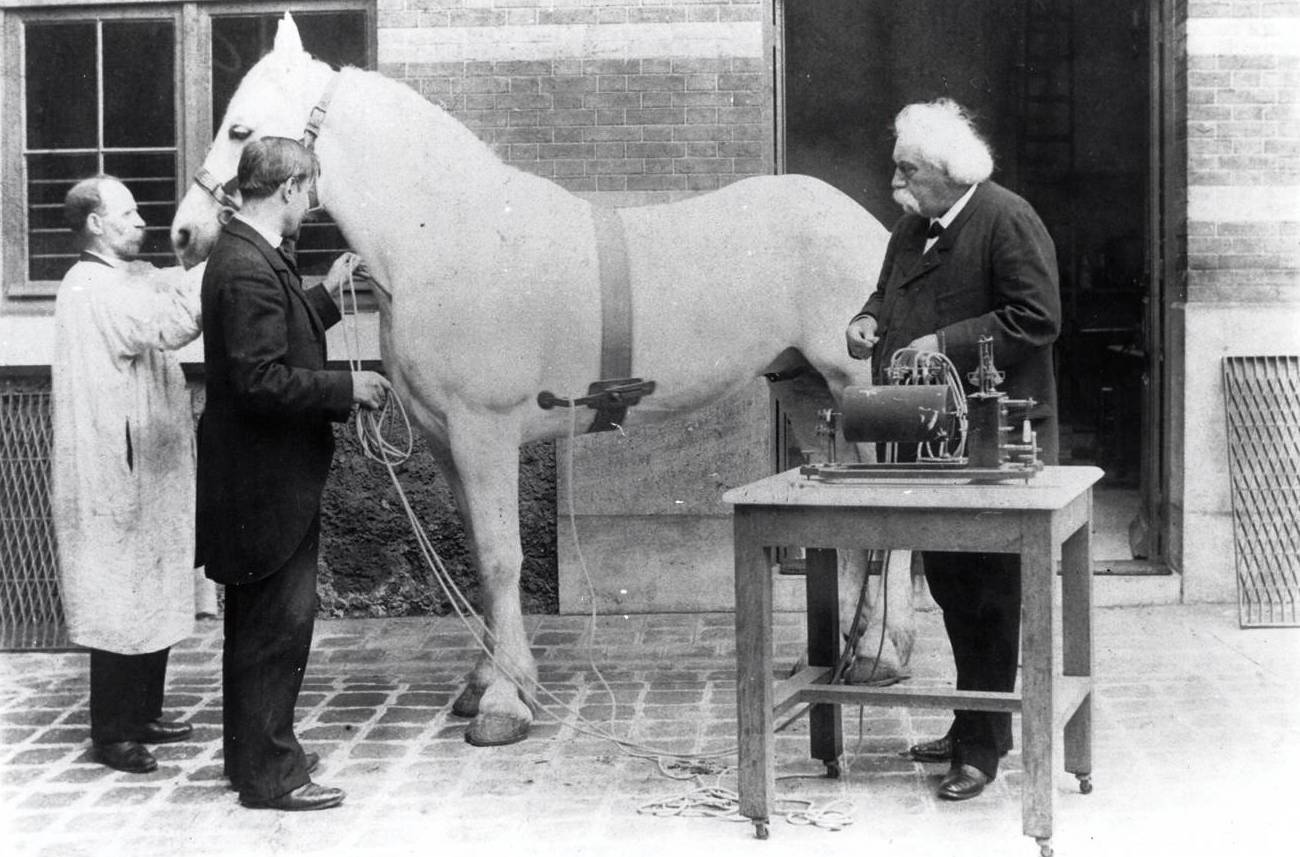
Chauveau et ses sondes intracardiaques : premiers essais de cathétérisme cardiaque.
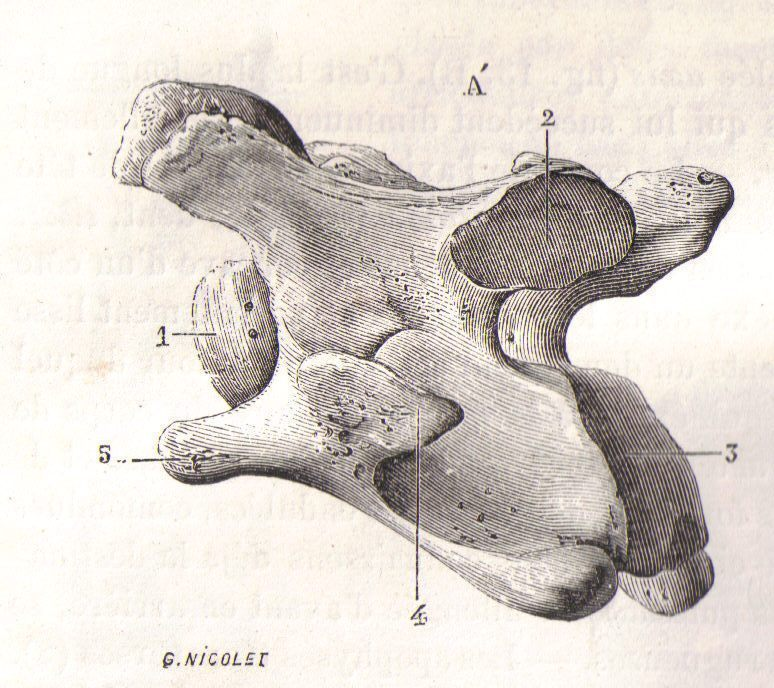
Vue latérale d'une 6e vertèbre cervicale (Vertebra cervicale) de cheval (Equus caballus), in Traité d'anatomie comparée des animaux domestiques par Auguste Chauveau et Saturnin Arloing, page 32, J.B. Baillière et Fils (Paris), 1890.
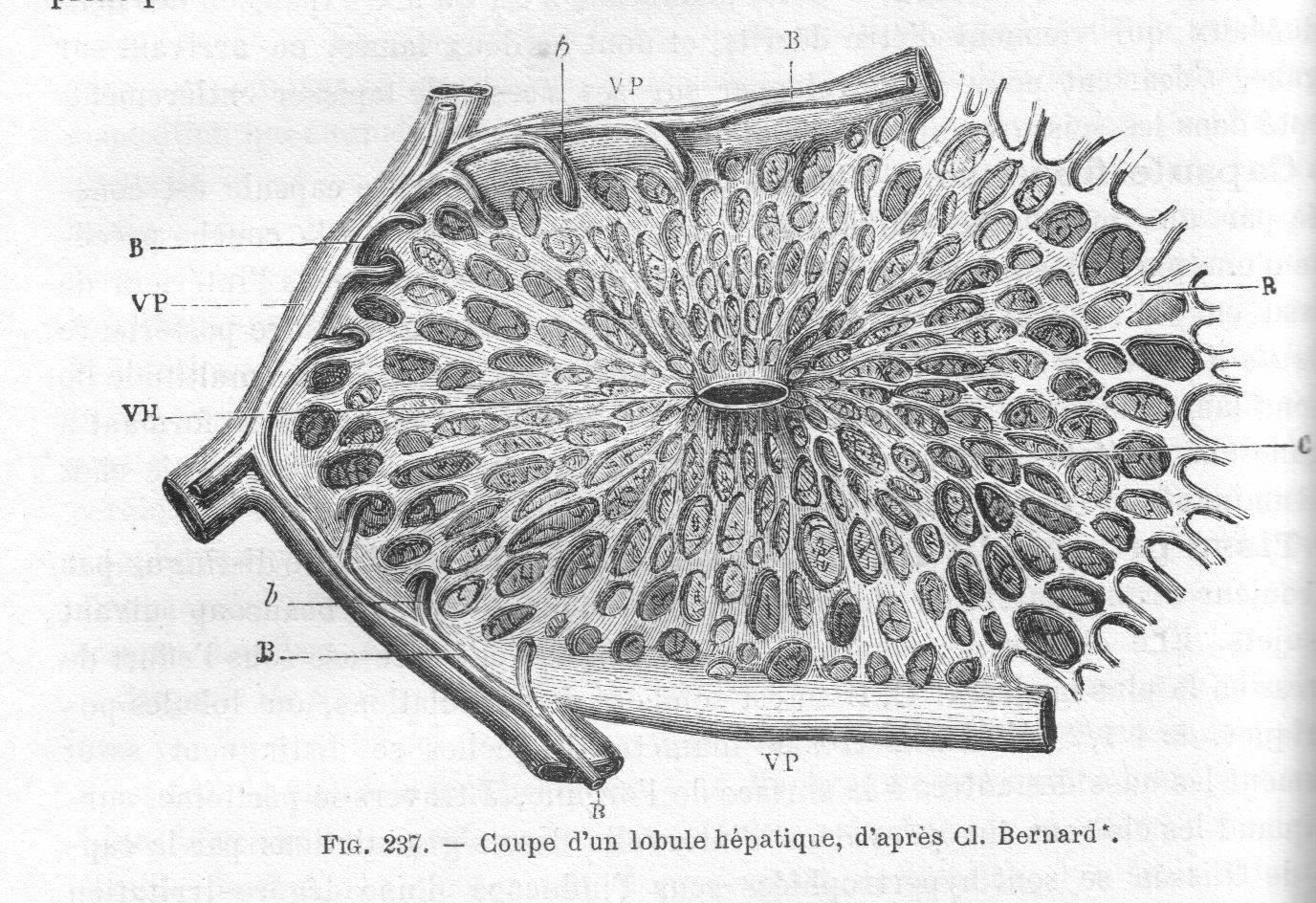
Un lobule hépatique, in Traité d'anatomie comparée des animaux domestiques par Auguste Chauveau et Saturnin Arloing, page 492, J.B. Baillière et Fils, (Paris), 1890.
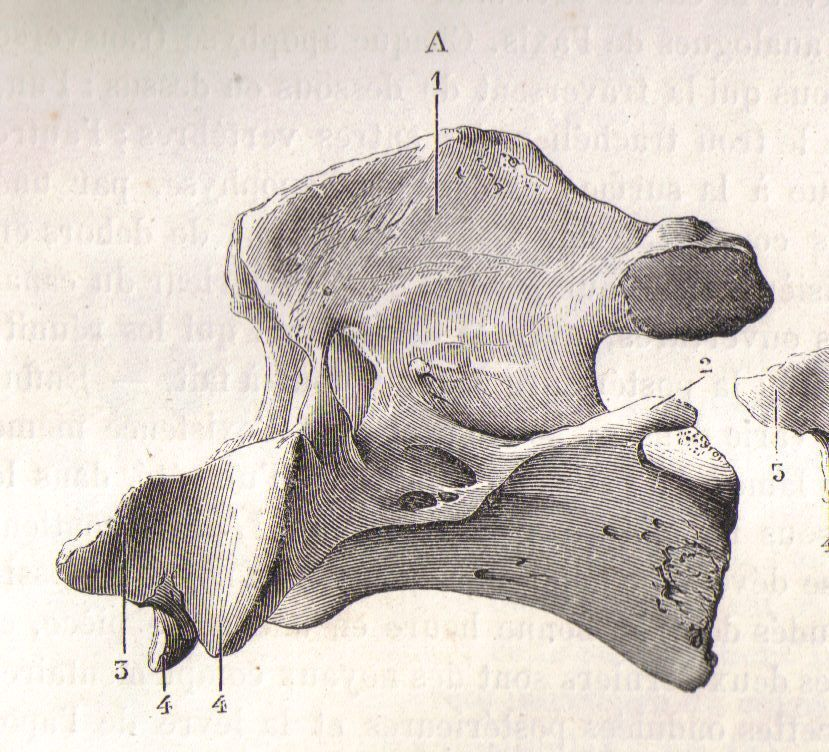
Vue latérale de l'axis de cheval dessiné par Chauveau dans le Traité d'anatomie comparée des animaux domestiques.

## Publications

### Principaux ouvrages
- Traité d'anatomie comparée des animaux domestiques - Première partie: ostéologie, syndesmologie, myologie, J.B. Baillière (Paris), 1855 Texte intégral .
- Traité d'anatomie comparée des animaux domestiques, J.B. Baillière (Paris), 1857 Texte intégral , Texte intégral , Traduction en anglais, 1890 .
- Théorie des effets physiologiques produits par l'électricité transmise dans l'organisme animal à l'état de courant instantané et à l'état de courant continu, Masson (Paris), 1859-60, Texte intégral .
- Théorie des effets physiologiques de l'électricité, impr. de Vingtrinier (Lyon), 1860 lire en ligne sur Gallica.
- De l'excitabilité de la moelle épinière : mode d'action de la moelle épinière dans la production des mouvements de l'iris, Masson (Paris), 1861 Texte intégral .
- Vaccine et variole : nouvelle étude expérimentale sur la question de l'identité de ces deux affections : étude faite au nom de la Société des sciences médicales de Lyon, P. Asselin (Paris), 1865 lire en ligne sur Gallica.
- L'agent pyolémique, Association Française pour l'avancement des sciences (Paris), 1875 lire en ligne sur Gallica.
- Ferments et virus, Paris, impr. de Chaix, 21 p. lire en ligne sur Gallica.
- Vue d'ensemble sur le mécanisme du cœur, Association française pour l'avancement des sciences (Paris), 1887 lire en ligne sur Gallica.
- Contribution à l'étude de la vaccine originelle, Thèse de médecine Paris no 178 , 1877 Texte intégral .
- Vue d'ensemble sur le mécanisme du cœur, Paris, Association française pour l'avancement des sciences, 1887 , 18 p.lire en ligne sur Gallica
- Du travail physiologique et de son équivalence, Administration des deux revues (Paris), 1888 lire en ligne sur Gallica.
- Le Mécanisme de l'immunité acquise, Administration des deux revues, (Paris), 1888, 19 p.
- Le Travail musculaire et l'énergie qu'il représente, Asselin & Houzeau (Paris), 1891 lire en ligne sur Gallica.
- La vie et l'énergie chez l'animal : introduction à l'étude des sources et des transformations de la force mise en œuvre dans le travail physiologique, Asselin & Houzeau (Paris), 1894 lire en ligne sur Gallica.

### Collaborations
- Nouvelles recherches expérimentales sur les mouvements et les bruits normaux du cœur avec le Docteur J. Faivre, J.B. Baillière (Paris), 1855, Texte intégral .
- Vitesse de la circulation dans les artères du cheval : d'après les indications d'un nouvel hémodromomètre, en collaboration avec Gabriel Bertolus et Lucien Laroyenne, Imprimerie de J. Claye, 1860, Texte intégral .
- Traité d'anatomie comparée des animaux domestiques, 2e édition en collaboration avec S. Arloing, J.B. Baillière (Paris), 1871 Texte intégral .
- Vaccine et variole : nouvelle étude expérimentale sur la question de l'identité de ces deux affections : étude faite au nom de la Société des sciences médicales de Lyon, P. Asselin (Paris), 1865, lire en ligne sur Gallica.
- La glycose, le glycogène, la glycogénie, en rapport avec la production de la chaleur et du travail mécanique dans l'économie animale avec Maurice Kaufmann, Paris, Gauthier-Villars, 1886.
- Traité de physique biologique  lire en ligne sur Gallica.
- Auguste Chauveau, Hugo Kronecker, Ioan Athanasiu, Augustus Desiré Waller et Léo Errera, Travaux de l'Association de l'Institut Marey, 1905, 180 p. (lire en ligne)..

## Récompenses et hommages

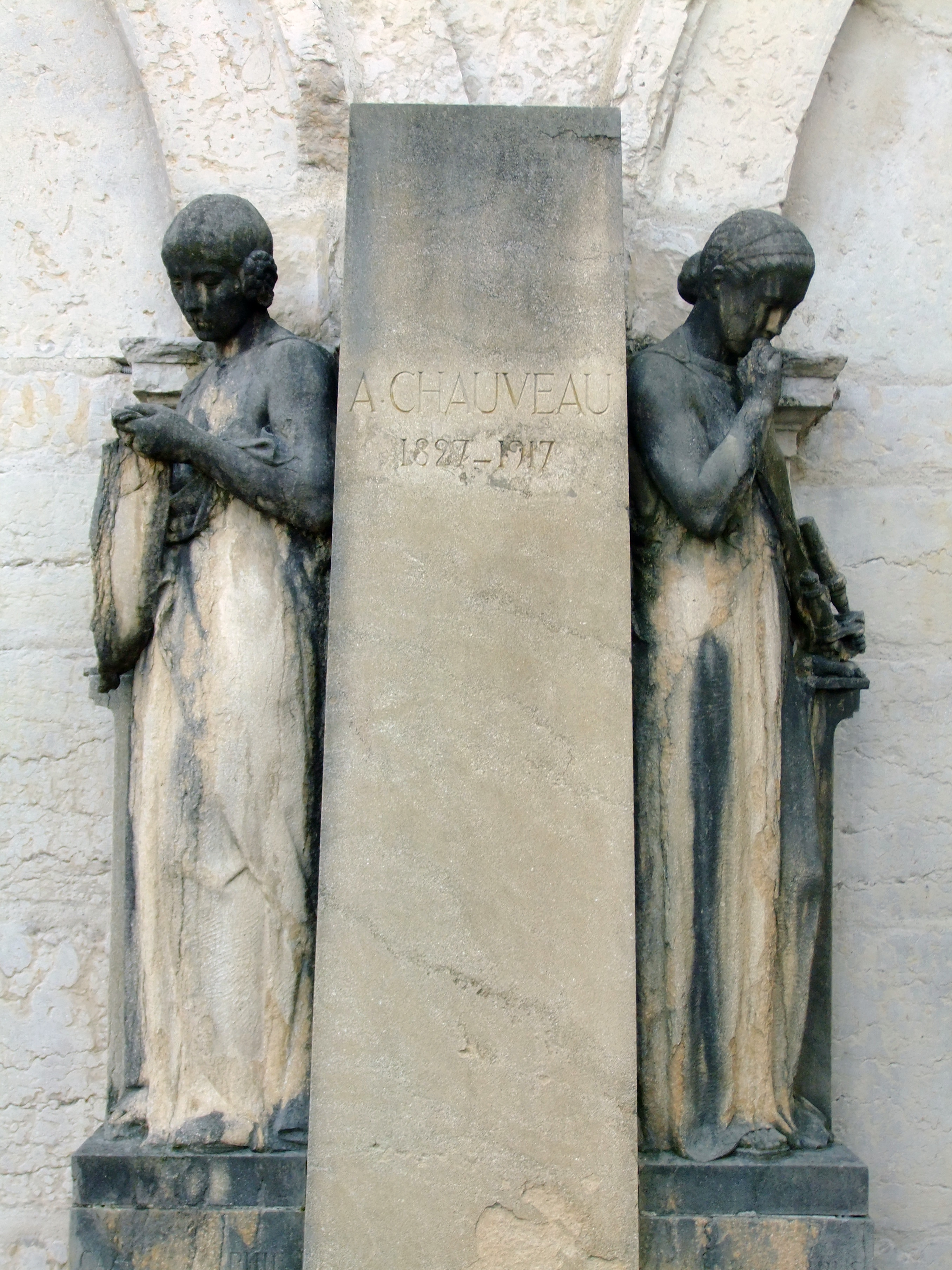
Monument dans l'ancienne École vétérinaire de Lyon.

Il est membre de très nombreuses institutions et de sociétés savantes nationales et étrangères.
Il est élevé à la dignité de grand officier de la Légion d'honneur le 4 août 1907.
Un monument à son effigie, inauguré en 1926, lui est dédié à Lyon sur le quai Chauveau en rive droite de la Saône, là où se dressait anciennement l’École vétérinaire. Son buste a été déplacé à la nouvelle École vétérinaire de Lyon.
La bactérie Clostridium chauvoei, responsable du charbon symptomatique, a été nommée ainsi en son hommage (chauvoei, de Chauveau),,.